# Petrosia corticata
Petrosia corticata är en svampdjursart som först beskrevs av Wilson 1925.  Petrosia corticata ingår i släktet Petrosia och familjen Petrosiidae.
Artens utbredningsområde är Filippinerna. Inga underarter finns listade i Catalogue of Life.